# 肯尼思·穆尔
肯尼思·穆尔（英語：Kenneth Moore，1910年2月17日—1981年12月8日），加拿大男子冰球运动员，场上位置是前锋。他曾代表加拿大参加1932年冬季奥林匹克运动会冰球比赛，获得一枚金牌。